# Никсонова посета Кини 1972.
Никсонова посета Кини 1972. је први потез у формалној нормализацији односа између САД и Народне Републике Кине. Ово је уједно и први пут да је један председник Сједињених Америчких Држава посетио НР Кину, коју је САД сматрао једним од највећих непријатеља. Од 21. до 28. фебруара амерички председник, републиканац Ричард Никсон, посетио је кинеске градове Пекинг, Хангџоу и Шангај.
У јулу 1971, Никсонов Саветник за државну безбедност Хенри Кисинџер тајно је посетио Пекинг, на путу за Пакистан, те договорио све за посету председника Никсона. Скоро одмах након доласка у Пекинг, Никсон је позван на састанак са Мао Цедунгом који је готово умро 9 дана пре доласка председника Никсона (то Американци тада нису знали), но осећао се довољно здрав да се састане с Никсоном. Државни секретар Вилијам Роџерс није био на састанку, а једини Американац који је присуствовао сусрету двају вођа био је члан Већа државне безбедности (касније амерички амбасадор у Кини) Винстон Лорд. Како не би осрамотио Роџерса, Лорд је избачен са свих званичних фотографија састанка.
Никсон је током посета имао пуно састанака са кинеским премијером Џоу Енлајем, а ти састанци су укључивали и посете Кинеском зиду, те градовима Хангџоуу и Шангају. По завршетку посете, САД и НР Кина су издали Шангајски комунике, документ који је изнио погледе двеју земаља о спољној политици и постао база за кинеско-америчке односе. У саопштењу обе нације су обећале да ће тежити ка потпуној нормализацији односа двеју земаља. САД је такође признао да Кинези с обе стране Тајванског мореуза подупиру идеју да постоји само једна Кина, те да је Тајван део Кине. Никсон и америчка влада потврдили су жељу да се тајванско питање реши на миран начин, што је подржала и сама Кина. Та изјава је САД и Кини омогућила да привремено ставе са стране „кључно питање које омета нормализацију односа” око политичког статуса Тајвана те да отворе трговину и остале контакте. Но, САД је наставио дипломатске односе са Тајваном све до 1979. када је раскинуо те односе и успоставио потпуне дипломатске односе с НР Кином.

## Састанак у медијима и култури
- Никсонова историјска посета претворена је у оперу и у популарну фразу.
- Макс Франкел из новина Њујорк Тајмс добио је Пулицерову награду за међународно извештавање због покрића тог догађаја.